# Administración Civil israelí
La Administración Civil israelí es la autoridad militar israelí de ocupación en Cisjordania.

## Creación y organización
Como consecuencia de los Acuerdos de Camp David, y en virtud de la Orden Militar Núm. 947, el gobierno de Israel creó en 1981 la Administración Civil para ocuparse de las todas las funciones burocráticas dentro de Cisjordania y Gaza. A la Administración Civil se le encomendaban "los asuntos civiles en la región, de acuerdo con las directivas de esta orden, para el bienestar y el bien de la población y con el fin de suministrar y poner en práctica los servicios públicos, y teniendo en cuenta la necesidad de mantener una administración ordenada y el orden público en la región"
Actualmente, la Administración Civil tiene plena autoridad sobre la población de los territorios definidos como zona C por los Acuerdos de Oslo (actualmente, y como consecuencia del memorando de Wye River, el 60% de Cisjordania, aproximadamente; aunque originariamente, en los Acuerdos de Oslo era el 72-74%) en asuntos relacionados con la seguridad, planificación urbanística, construcción e infraestructura. También tiene funciones de coordinación y enlace, civil y de seguridad, con la Autoridad Nacional Palestina en las zonas A (no más del 18% de Cisjordania) y B (no más del 21% de Cisjordania). La Administración Civil es una parte integral del Ejército israelí y mando central de las operaciones tanto ordinarias como de emergencia. Desde 2010 está dirigida por el brigadier general Moti Elmoz. Para Gaza hay una Administración de Coordinación y Enlace.
La Administración Civil es una parte de una entidad más grande conocida como Unidad del Coordinador de las Actividades Gubernamentales en los Territorios (COGAT, por sus siglas en inglés), que está subordinada al Ministro de Defensa de Israel y forma parte del Estado Mayor General. La COGAT es responsable de la aplicación de la política del gobierno israelí en Cisjordania y Gaza y es la autoridad civil para la planificación urbanística y la infraestructura residencial en Cisjordania, donde atiende las necesidades de los asentamientos israelíes. Desde 2009 está dirigida por el comandante general Eitan Dangot.

## Actividad
La Administración Civil prohíbe la construcción palestina en el 70% de la zona C, debido a diversas razones como la definición de estas áreas como tierras estatales o reservas naturales, o por la incorporación de estas tierras a la jurisdicción de los asentamientos y los consejos regionales. En el 30% restante de la zona C edificar no está a priori prohibido, pero cualquier tipo de construcción debe ser previamente aprobado por la Administración Civil, ya sea para viviendas particulares, estructuras agrícolas o infraestructuras.
La Administración Civil, sin embargo, impone severas restricciones a la edificación. Hasta la fecha, la Administración Civil ha evitado aprobar cualquier plan urbanístico general para más del 90% de las aldeas situadas totalmente dentro de la zona C y ha aprobado los planes generales de solo 16 aldeas. Estos planes, elaborados sin la participación de los residentes locales, no cumplen con las necesidades de estos, dado que los límites establecidos en estos planes fueron determinados de acuerdo a las zonas edificadas de cada pueblo en el momento de la planificación, lo que impide la expansión para satisfacer el crecimiento de la población. Los planes no designan áreas para fines públicos, como escuelas u hospitales, e imponen una alta densidad de población. El área total cubierta por estos planes es por el momento de solo alrededor de la mitad del uno por ciento de la zona C.
Teniendo en cuenta la política de la Administración Civil, las perspectivas de recibir un permiso de construcción fuera de los planes urbanísticos generales son muy escasas. De hecho, entre 2002 y 2010 solo 176 permisos de construcción fueron concedidos a los palestinos. En consecuencia, los palestinos no se molestan en solicitar un permiso de construcción, por lo que las órdenes de demolición son habituales. Según cifras de la Administración Civil, entre 2000 y 2012 la Administración Civil emitió 9.682 órdenes de demolición de estructuras palestinas construidas sin permiso y ha demolido 2.829 de ellas.
La Administración Civil rara vez presenta iniciativas para el desarrollo de los pueblos palestinos ni invierte recursos en ese desarrollo, a pesar de ser el organismo responsable. Las organizaciones internacionales y la Autoridad Nacional Palestina deben someterse a procedimientos burocráticos largos y tediosos a fin de agilizar los proyectos que inician en la zona C, tales como la perforación de pozos, la construcción de instalaciones de tratamiento de aguas residuales o la construcción de carreteras.
En contraste con la política de planificación urbanística restrictiva seguida para las comunidades palestinas, los asentamientos israelíes (todos situados dentro de la zona C gobernada por la Administración Civil) disfrutan de asignaciones de tierras, planificación urbanística detallada, conexión a infraestructura avanzada y vista gorda con respecto a la construcción ilegal (hay cerca de 100 asentamientos construidos sin autorización oficial, pero con apoyo y asistencia de los ministerios del gobierno israelí). Los colonos, a diferencia de los palestinos, tienen plena representación en los procesos de planificación urbanística. A los asentamientos se han destinado grandes áreas de terreno, muy por encima de sus secciones construidas. Estas áreas han sido declaradas zonas militares cerradas y están fuera del alcance de los palestinos, excepto con un permiso especial. Por el contrario, los ciudadanos israelíes, los judíos desde cualquier parte del mundo y los turistas pueden entrar libremente.
En beneficio de los asentamientos, la Administración Civil cambió la clasificación de la tierra en los planes urbanísticos de la época del Mandato Británico de Palestina, de forma que casi todos los asentamientos de Cisjordania fueron erigidos sobre extensiones de tierras designadas como agrícolas en los planes de edificación. No obstante, en los últimos años, la Administración Civil ha aprobado cientos de nuevos planes directores que cambiaron la clasificación de la tierra, lo que permite el establecimiento de los asentamientos. En la mayoría de los casos, la construcción en los asentamientos fue aprobada con carácter retroactivo, o bien por orden militar. La Administración Civil también aprobó la creación de pequeños asentamientos que suman solo unas pocas docenas o cientos de colonos, como también nuevos asentamientos localizados a pocos kilómetros de distancia de los ya existentes. De acuerdo con datos de la Administración Civil, en alrededor del 75% de los asentamientos la construcción se llevó a cabo sin los permisos apropiados.
De acuerdo con datos de la Administración Civil correspondientes a 2000-2012, y teniendo en cuenta el tamaño de la población, 3,5 más órdenes de demolición fueron emitidas y demoliciones llevadas a cabo para viviendas palestinas en la zona C que órdenes de demolición y derribos ejecutados de viviendas de colonos. Entre 2002 y 2010 176 permisos de construcción fueron concedidos a los palestinos, mientras que al menos 15.000 unidades residenciales fueron construidas en los asentamientos durante ese mismo período, con o sin permiso. En contraste con el planeamiento parcial y restrictiva para las comunidades palestinas en la zona C, para los asentamientos en esa misma área, se elaboraron planes detallados modernos que contaron con espacios públicos, parques o bienes comunes, y en muchos casos con baja densidad de viviendas.